# Ayoub Ghadfa
Ayoub Ghadfa Drissi El Aissaoui (Marbella, 6 de desembre de 1998) és un boxejador andalús amateur que competeix en la categoria de pes superpesant.

## Trajectòria esportiva
Als 10 anys va començar a practicar kick-boxing per defensar-se de l'assetjament escolar que patia amb motiu dels seu físic i per motius racistes. Va competir en tres campionats regionals. Tot i que inicialment volia marxar als Països Baixos per continuar la seva carrera esportiva, va abandonar la idea a causa de la possibilitat de patir lesions a la tíbia.
Quan va marxar a estudiar el grau en Ciències de l'Activitat Física i l'Esport a la Universitat Politècnica Madrid va trobar un gimnàs on el van animar a apuntar-se a boxa. Després d'un parell de combats amateur, el seleccionador espanyol, Rafael Lozano, el va convidar a entrenar amb l'equip nacional de boxa. El 2018 va entrar definitivament a la selecció nacional.
El novembre de 2018 va aconseguir la medalla de bronze al Campionat de la Unió Europea després de vèncer al doble medallista olímpic Clemente Russo. El 2019 va declarar-se campió nacional d'Espanya, una fita que va repetir el 2021. Malgrat els bons resultats no va aconseguir classificar per als Jocs Olímpics d'estiu de 2020.
El 2022 va aconseguir una medalla de plata al Campionat Europeu de Boxa Aficionada en categoria de pes superpesant.
El 2023 va guanyar la medalla de bronze al Campionat Mundial de Boxa Aficionada després de caure contra el campió Bakhodir Jalolov. El mateix any va quedar en cinquena posició al Campionat Europeu de Boxa Aficionada que es va celebrar a Cracòvia. Un any més tard va aconseguir la medalla d'or a la mateixa competició, que li va garantir la participació als Jocs Olímpics d'Estiu de París.
Al Jocs Olímpics d'estiu de 2024 va aconseguir arribar al combat per la medalla d'or de pes superpesant (+92 kg) després de vèncer el francès Djamili Aboudou a la semifinal. En la final, va ser batut per l'uzbek Bakhodir Jalolov, aconseguint així la medalla de plata.

## Palmarès internacional
| Jocs Olímpics     | Jocs Olímpics       | Jocs Olímpics | Jocs Olímpics |
| Any               | Lloc                | Medalla       | Categoria     |
| ----------------- | ------------------- | ------------- | ------------- |
| 2024              | París França        | Argent        | +92 kg        |
| Campionat Mundial |                     |               |               |
| Any               | Lloc                | Medalla       | Categoria     |
| 2023              | Taixkent Uzbekistan | 3             | +92 kg        |
| Campionat Europeu |                     |               |               |
| Any               | Lloc                | Medalla       | Categoria     |
| 2022              | Erevan ( Armènia)   | 2             | +92 kg        |
| 2024              | Belgrad ( Sèrbia)   | 1             | +92 kg        |